# Поправки к Конституции России (2008)
Поправки к Конституции России были предложены президентом Дмитрием Анатольевичем Медведевым в Послании Федеральному собранию 5 ноября 2008 года и заключались в увеличении сроков полномочий Президента России с 4 до 6 лет, Государственной Думы — с 4 до 5 лет, а также в создании института ежегодных отчётов Правительства Российской Федерации перед Государственной думой. Поправки вступили в силу уже с момента официального опубликования 31 декабря 2008 года.

## Предыстория
Конституция России была принята на референдуме 12 декабря 1993 года.
Конституция состоит из 9 глав, из которых 1-я, 2-я и 9-я неизменяемы без пересмотра всей Конституции на референдуме или Конституционным собранием. Главы 3—8 могут изменяться. Для этого нужно согласие субъектов Федерации, Государственной Думы, Совета Федерации, Президента.
За время действия конституции было проведено несколько изменений.

## Предложение и содержание поправок
5 ноября 2008 года, выступая в Кремле с ежегодным Посланием к Федеральному собранию, Президент Российской Федерации Дмитрий Анатольевич Медведев предложил внести изменения в Конституцию России 1993 года по увеличению сроков полномочий Президента Российской Федерации с 4 до 6 лет (ср. Продление президентских полномочий в странах СНГ, Сокращение президентского срока во Франции), а Госдумы — с 4 до 5 лет.
Кроме того, он также предложил конституционно обязать Правительство Российской Федерации выступать с ежегодным отчётом перед Государственной Думой о результатах своей деятельности, а также по другим вопросам, поставленным Государственной Думой.

## Хронология принятия поправок
11 ноября 2008 года президент Д. Медведев внёс проекты поправок в Конституцию в Государственную думу.
14 ноября 2008 года Госдума в первом чтении одобрила проекты поправок в Конституцию, за увеличение сроков деятельности президента и Госдумы проголосовало 388 из 450 депутатов (против выступили депутаты от фракции КПРФ), за отчётность правительства перед Госдумой проголосовали 449 депутатов.
- Ко второму чтению депутатами были внесены следующие поправки к закону:

— переименовать Президента РФ в Верховного Правителя (три поправки В. Жириновского);
— в преамбуле Конституции слова «многонациональный народ» заменить на «русский и другие народы» (поправка В. Жириновского)
— многообразие видов субъектов Федерации свести к одному — краям (поправка В. Жириновского);
— Совет Федерации упразднить, переписав 5-ю главу Конституции под однопалатный парламент — 300-местную Государственную Думу (поправка В. Жириновского);
— увеличить срок президентства не до 6, а до 7 лет (поправка И. Лебедева и С. Иванова, фракция ЛДПР);
— ограничить непрерывные полномочия президента одним (хотя и шестилетним) сроком (поправка В. Илюхина).
Комитет по конституционному законодательству и государственному строительству (председатель — Владимир Плигин) принял решение не рассматривать эти поправки и не выносить их на заседание Думы, так как счёл, что по своей сути они являются поправками к Конституции, а следовательно к числу субъектов их выдвижения отдельные депутаты не относятся, а лишь группы численностью не менее 90 депутатов.
19 ноября 2008 года Госдума во втором чтении утвердила поправки к Конституции. За поправки проголосовал 351 депутат, против — 57 депутатов. Фракция ЛДПР в голосовании не приняла участия, после того как Дума 317 голосами согласилась с мнением Комитета, что поправки отдельных депутатов к закону не должны рассматриваться.
21 ноября 2008 года Госдума в третьем чтении утвердила поправки. Решение поддержали 392 депутата (из фракций «Единая Россия», «Справедливая Россия» и ЛДПР), против проголосовали 57 депутатов-коммунистов, воздержавшихся не оказалось.
26 ноября 2008 года Совет Федерации одобрил поправки (144 — за, 1 — против, воздержавшихся нет), после чего они были направлены на утверждение законодательным собраниям в регионах.
12 декабря во время выступления президента России Дмитрия Медведева в Государственном Кремлёвском дворце на конференции, посвящённой 15-летию конституции, из зала раздались выкрики «Позор поправкам!». Охрана вывела этого человека из зала, хотя президент просил его не трогать. «На самом деле не нужно никуда убирать, пусть остаётся и слушает», — сказал Медведев. Он добавил, что «конституция для того и принималась, чтобы у каждого было право на выражение своей собственной позиции». «Это тоже позиция, её можно уважать», — отметил президент РФ, и в зале, как сообщают новостные агентства, раздались аплодисменты. Этот инцидент вырезали из эфиров Первого канала и ВГТРК.
16 декабря 2008 года был преодолён необходимый для вступления в силу поправок порог в две трети региональных парламентов, то есть одобрение произошло в более, чем 56 субъектах.
К 18 декабря 2008 года парламенты всех 83 регионов страны одобрили поправки в Конституцию.
22 декабря 2008 года Совет Федерации принял постановление № 473-СФ «Об установлении результатов рассмотрения законодательными (представительными) органами государственной власти субъектов Российской Федерации Закона Российской Федерации о поправке к Конституции Российской Федерации „Об изменении срока полномочий Президента Российской Федерации и Государственной Думы“» (опубликовано 31 декабря 2008 года). Тем самым Совет Федерации установил, что данные поправки были рассмотрены надлежащим образом, а также утвердил решение субъектов федерации об одобрении поправок в Конституцию РФ.
30 декабря 2008 года Президент Российской Федерации Д. А. Медведев подписал законы о внесении поправок в Конституцию Российской Федерации.
31 декабря 2008 года в Российской газете, Парламентской газете опубликованы Федеральный закон о поправке к Конституции Российской Федерации от 30 декабря 2008 года № 6-ФКЗ «Об изменении срока полномочий Президента Российской Федерации и Государственной Думы» и Федеральный закон о поправке к Конституции Российской Федерации от 30 декабря 2008 года № 7-ФКЗ «О контрольных полномочиях Государственной Думы в отношении Правительства Российской Федерации». В них предусмотрено, что они вступают в силу со дня официального опубликования после их одобрения органами законодательной власти не менее чем двух третей субъектов Российской Федерации. Согласно первому был увеличен срок полномочий Президента РФ до шести лет, а Государственной думы до пяти (со следующих выборов). Согласно второму Правительство обязано представлять Государственной думе отчёты о результатах его деятельности, в том числе по вопросам, поставленным Государственной думой.
21 января 2009 года в Российской газете был опубликован полный текст конституции Российской Федерации с учётом поправок. Поправки вступили в силу уже с момента официального опубликования 31 декабря 2008 года.

## Реакция
Против поправок резко выступили партии «Яблоко» и КПРФ. В качестве аргументов против поправок выдвигаются следующие:
- Увеличение срока полномочий Президента РФ и Государственной думы может привести к монополизации власти;
- Четырёхлетний срок полномочий является достаточным для реализации задач данных государственных институтов;
- Поправки приведут к снижению уровня активного избирательного права граждан России за счёт более редкого голосования за кандидатов на пост Президента РФ и за кандидатов в депутаты Государственной думы.

Также указывается на то, что поправки были приняты без широкого всенародного обсуждения и в ускоренном порядке.